# Франко Фреда
Франко Джорджо Фреда (італ. Franco Giorgio Freda; нар. 11 лютого 1941, Падуя) — італійський неофашистський політичний діяч, публіцист, перекладач та видавець. Власник видавництва Edizioni di Ar. Визначав свої політичні погляди як «революційний традиціоналізм». Був звинувачений у причетності до терактів в епоху свинцевих сімдесятих, у 1987 році був  виправданий трьома судовими інстанціями, але у 2004 році суд остаточно вирішив, що він все-таки частково причетний до злочину. Автор низки резонансних текстів ідеологічної та політичної публіцистики. Переклав та видав багатьох авторів італійською мовою, серед яких — Адольф Гітлер, Йозеф Геббельс, Альфред Розенберг, Корнеліу Зеля Кодряну, Ференц Салаші, Освальд Шпенглер та античний критик християнства Цельс. Прихильник Путіна і Росії.

## Ідеолог революційного традиціоналізму
Народився в Падуї, походив з сім'ї прихильника Італійської Соціальної Республіки, ветерана та юриста Мікеладжело Фреди. Закінчив юридичний факультет Падуанського університету, де захистив дипломну роботу під назвою «Платон: держава, де панує справедливість», пізніше видану в Edizioni di Ar. Протягом декількох місяців був членом партії Італійський соціальний рух (MSI), очолював студентську організацію партії FUAN в Падуї.
У 1963 Фреда вийшов з MSI, вважаючи партію недостатньо послідовною в ідеологічних питаннях, схильною до компромісів з ліберальним режимом. Створив традиціоналістську інтелектуальну організацію Gruppo di Ar — «Група Ар» та однойменне видавництво, які пропагували ідеї Юліуса Еволи, Рене Генона, Фрідріха Ніцше, імператора Юліана Відступника. Першою книгою видавництва була робота Артюра Гобіно.
Ідеологія Gruppo di Ar була активно вороже налаштованою не тільки до комунізму, але й до лібералізму, Просвітництва та Французької революції. Шляхом до побудови «традиційного» «органічного» суспільства Фреда вважав революційну боротьбу, спрямовану на повалення фінансово-бюрократичної системи. Наприкінці 60-их став редактором журналу «Tradizione», де публікувалися, зокрема, статті Юліуса Еволи.

## Нацимаоїзм
Найважливішою рисою ідеології Франко Фреди був синтез ультраправих і ультралівих політичних тактик, традиціоналізму та маоїзму. 17 серпня 1969 на з'їзді праворадикального руху Європейський революційний фронт, Фреда презентував маніфест «Дезінтеграція системи», що містить виклад його поглядів на проблеми ультраправого руху та перспективи виходу з кризи, що склалася. Ця доктрина отримала назву Nazi-maoismo — «нацимаоїзм», завдяки закликам Фреди до перейняття політичного досвіду китайських комуністів європейськими післявоєнними ультраправими.
Світоглядна система Франко Фреди самим ним жартома характеризувалася  як синтез Платона, Гітлера та Мао Цзедуна. Підхід Фред ідеологічно обґрунтував змикання ультрарадикалів із протилежних флангів у спільній боротьбі з ліберальною державою і комунізмом радянського типу. У маоїзмі неофашисти вбачали фундаментальну естетичну близькість: соціальний динамізм, правління «червоної аристократії», культ вождя, революційне насилля для вирішення складних проблем, які неможливо вирішити інакшим чином. 
Франко Фреда захоплювався також ідеями культурного і «морфологічного» расизму, випустив низку праць про «морфологічний расизм» та фізичну антропологію. Окрім того, у текстах Фреди є антисемітські пасажі.

## Політична діяльність та судові переслідування
На початку «свинцевих років» Фреда працював адвокатом для активістів організації Ordine Nuovo, контролюючи також певну «ідеологічну фракцію» в рамках руху.
Судово-слідчі органи підозрювали Фреду та наближеного до нього Джованні Вентуру в організації міланської «різанини на П'яцца Фонтана» — 17 убитих, близько 80 поранених — цей теракт відкрив італійську «епоху свинцю» 12 грудня 1969 року.
З 1971 Фреда перебував під слідством і притягувався до судової відповідальності. 4 жовтня 1978 року зник із камери у в'язниці Катандзаро, наприкінці лютого наступного року був заарештований в Коста-Риці та повернений до Італії для відбуття довічного ув'язнення. Виправданий трьома судовими інстанціями у 1987 році, але у 2004 році суд остаточно вирішив, що він все-таки частково причетний до злочину. У 1982 Франко Фреда був також засуджений за створення Gruppo di Ar, в якій суд угледів підривну фашистську організацію (відтворення фашистської партії з 1952 кваліфікується в Італії як тяжкий кримінальний злочин).
У 1990 Франко Фреда заснував рух Національний фронт, програма якого ґрунтувалася на критиці міграції. Видавав економічний журнал «L'Antibancor», де критикував глобалізаційні процеси. Рух підкреслював необхідність захисту італійської та європейської етнокультурної ідентичності, протидії міграційним потокам, протистояння «атакам на індоєвропейців». Ідеологія Фронту передбачала відокремлений розвиток рас, кожна з яких займає в світі «гідне», але окремо відведене для неї місце.
Національний фронт був розпущений урядовим рішенням у 2000 на підставі закону від 25 червня 1993, що забороняє всі види «нацистської та расистської пропаганди». Ще раніше, в 1995, Франко Фреда та 48 інших активістів постали перед судом. У 1995 Фреда був засуджений до 6 років позбавлення волі за спробу відтворення фашистської партії. Вирок був підтверджений судом присяжних, але термін скорочений до 3 років.

## Особисте життя
З 1999 Франко Фреда проживає в місті Авелліно в старому будинку свого батька. Його дружина Анна К. Валеріо походить із родини лівих. Має двох дітей.

## Українські переклади
- Дезінтеграція системи / пер. з італійської Д. Ковальов, Б. Носенок; під. ред. Ульріха фон Гуттена. — Київ: Видавець Владислав Кривобок, 2019. — 286 с.. (ISBN 978-966-97970-0-1)